# Turrican
Turrican är ett datorspel som skapades av Manfred Trenz, en legend inom C64-scenen, och släpptes först av Rainbow Arts 1990. Förutom koncept och design programmerade Trenz både Turrican och uppföljaren Turrican II på en C64.
Turrican kan beskrivas som en blandning av Metroid och Contra. Det kombinerar stora detaljerade labyrintnivåer med gömda passager, stor eldkraft och snabb action. Istället för att bara klara av nivån var det en utmaning för spelaren att hitta alla gömda bonusar och hemliga passager.
Namnet Turrican kommer från det italienska namnet Turricano som Manfred Trenz hittade i en telefonbok. Den första demon av Turrican till C64 kallades Hurrican.
Turrican-serien är känd för den höga kvaliteten på musiken. Den mest kända är musiken till Turrican II: The Final Fight till Amiga som komponerades av Chris Hülsbeck. Musiken från Turrican II spelades live av en hel orkester på Symphonic Game Music Concert 2004. Spelen ur Turrican-serien har senare konverterats till de flesta spelkonsoler. Amiga-versionerna av Turrican, Turrican II, samt Mega Turrican på Mega Drive och Super Turrican på SNES, släpptes om år 2021 för PlayStation 4 och Nintendo Switch under namnet Turrican Flashback, för att fira den 30:e årsdagen av det första spelet.